# Renata Paradowska
Renata Paradowska (geb. Sobiesiak; * 14. Juni 1970) ist eine polnische Langstreckenläuferin.
1995 wurde sie polnische Hallenmeisterin über 1500 m. 1997 gewann sie den Hamburg-Marathon und wurde nationale Meisterin über 10.000 m und im Halbmarathon.
Im Jahr darauf wurde sie Zweite beim Boston-Marathon und Elfte beim Marathon der Leichtathletik-Europameisterschaften in Budapest.
1999 wurde sie Neunte in Boston und Achte beim Chicago-Marathon, 2000 Zwölfte in Boston.
Einem siebten Platz beim Tokyo International Women’s Marathon 2002 folgte 2003 ein fünfter in Hamburg und 2004 ein siebter beim Osaka Women’s Marathon.
2006 wurde sie Vierte beim Venedig-Marathon, 2007 kam sie beim Reims-Marathon auf denselben Platz.
Renata Paradowska wird von ihrem Ehemann Wiesław Paradowski trainiert, mit dem sie seit 1998 verheiratet ist.

## Persönliche Bestzeiten
- 1500 m: 4:15,92 min, 20. Juni 1994, Białystok
- 3000 m: 9:01,40 min, 10. August 1993, Sopot
- 5000 m: 15:47,70 min, 23. Juli 1994, Sopot
- 10.000 m: 33:26,59 min, 29. August 1993, Suwałki
- Halbmarathon: 1:13:13 h, 30. August 1997, Brzeszcze
- Marathon: 2:27:17 h, 20. April 1998, Boston